# Oued Chelif
L'Oued Chelif (arabe : الشلف, en tamazight : ⵛⵛⵍⴼ), (parfois orthographié Chéliff, Chelif, Chleff, Chlef, Cheleff), est le plus important fleuve d'Algérie. Long de 733 km, au nord-ouest de l'Algérie, il prend sa source dans l'Atlas saharien et a son embouchure dans la mer Méditerranée, près de Mostaganem.

## Étymologie

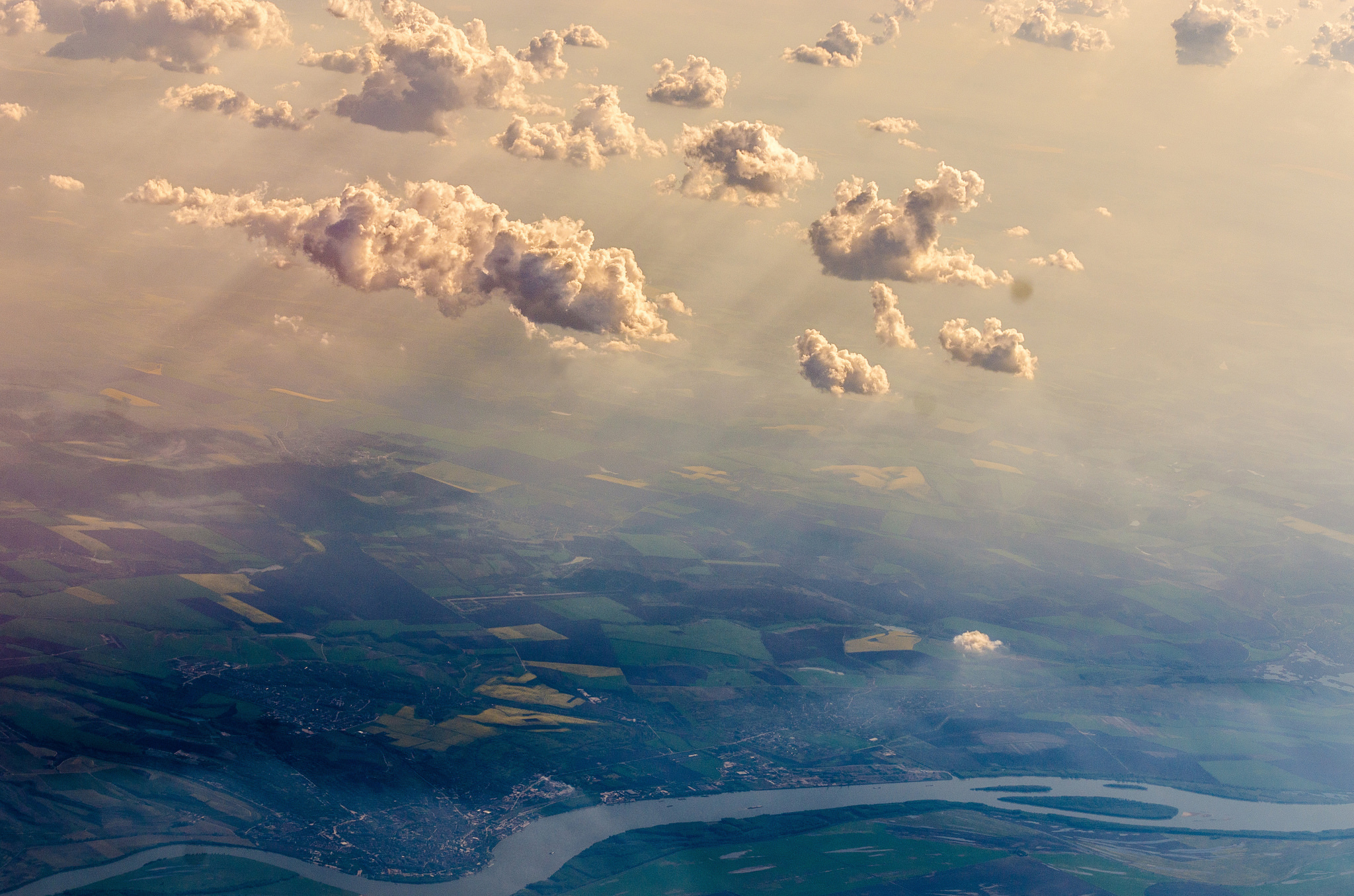
Une vue aérienne du fleuve Chélif (oued Chlef)

Le nom serait tiré de Chenaleph, nom d’origine berbère (Icc n'yilef = la défense du sanglier, en référence à la courbure du fleuve contournant l'Ouarsenis) utilisé ensuite par les Romains[réf. souhaitée]. Il a donné son nom à une ville, Chlef (appelée autrefois El Asnam, Orléansville ou encore Castellum Tingitanum) après sa destruction à 80 % par un séisme en 1980.

## Géographie
Le Chélif mesure 733 km environ. Toutefois, une grande confusion règne sur ce chiffre, l'encyclopédie Quillet, page 1 212, lui même attribue 1 300 km.
Mais cette erreur peut s’expliquer car ce cours d’eau est aussi fantasque et irrégulier que son débit, son parcours ou son identité.

### Le cours du Chelif
Peu navigable car trop capricieux, ce fleuve, avec ses eaux boueuses, est une richesse indispensable à toute vie. Il prend sa source sur la limite du Tell et du Sahara dans l’Atlas Saharien, plus précisément dans le djebel Amour culminant à 1 937 m, près d'Aflou. Il commence par couler du Sud vers le Nord, pour rejoindre au plus court la Méditerranée, puis s'incline vers l'ouest jusqu'à son embouchure au nord de Mostaganem.

## Principaux affluents
- Sur la rive gauche :
  - l'oued Dourdeur descend des monts de Taza, parmi lesquels se dresse l'Achaoun, haut de 1 804 m. Il coule en gorges vers le nord ; au village des Kiffans, on doit le barrer par une digue de 40 m de hauteur derrière laquelle 31 millions de mètres cubes refluent en un lac de 200 ha pour l'arrosage de 19 000 ha de la rive gauche du fleuve, du Djendel à Duperré.
  - L'oued Rouïna venant des montagnes qui dominent Teniet-el-Haâd, coule du nord au sud et conflue dans le Chélif à l'est et à 3 km du village auquel il a donné son nom ; on projette sur son cours à 4 500 m en amont de la route d'Alger à Oran, un barrage-réservoir de 17 500 000 m3.
  - L'oued Fodda descendant de l'Ouarsenis et se jette dans le Chelif à 22 km en amont de Chlef.
  - L'oued Sly, qui, sous le nom d'Oued Ardjem, descend également de l'Ouarsenis, et se perd dans le Chélif.
- Sur la rive droite :
  - l'oued Ouaran du plateau des Beni-Madoun, au sud-est de Ténès, passe près des Trois-Palmiers, d'Aïn-Beïda.
  - L'oued-Dahmous du Djebel-Tachetas, sur la rive droite du Chélif, passe au sud des Beni-Aquil et se jette dans la mer entre Cherchell et Ténès.

Le Chélif est caractérisé par une vallée très fertile appelée le grenier de l'Algérie.

## Citations
Léon l'Africain : « Selef est un grand fleuve, qui sourd aux montagnes de Guanseris, et descendant par les plaines désertes (qui sont là où le royaume de Telensin confine avec celuy de Tenez) passe outre, continuant son cours jusqu'à ce qu'il vient à entrer dam la mer Méditerranée, séparant Mezzagran d'avec Mustaganim. A la bouche d'iceluy quand il se jette dans la mer, se prend bon poisson et de diverses espèces ».